# Akunnaaq
Akunnaaq (zastarale: Akúnâk) je osada v kraji Qeqertalik v západním Grónsku. V roce 2017 tu žilo 82 obyvatel. Akunnaaq se nachází na ostrově Akunnaap Nunnaa, asi 23 km východně od Aasiaatu. Osada byla založena v roce 1850.

## Doprava
Air Greenland slouží obci jako součást vládní zakázky, s vrtulníky, které létají mezi heliportem Akunnaaq a letištěm Aasiaat. Lety v osadách kolem zálivu Disko jsou jedinečné v tom, že jsou v provozu pouze během zimy a na jaře.
V létě a na podzim, když jsou vody v zálivu Disko sjízdné, komunikace mezi osadami je pouze na moři, obsluhovány lodní společností Diskoline. Akunnaaq je trajektově spojen s Aasiaatem, Ikamiutem a Qasigiannguitem.

## Počet obyvatel
Počet obyvatel Akunnaaqu se snížil téměř o 40% od roku 1990, od roku 2000 je počet obyvatel stabilní.